# جاكي جاكسون
جاكي جاكسون (بالإنجليزية: Jackie Jackson) (و. 1951  م) هو مغني، وراقص، وموسيقي، وكاتب أغاني، من الولايات المتحدة، ولد في غاري , إنديانا، وهو عضوٌ في الجاكسون 5.

## وصلات خارجية
- جاكي جاكسون على موقع IMDb (الإنجليزية)
- جاكي جاكسون على موقع الموسوعة البريطانية (الإنجليزية)
- جاكي جاكسون على موقع روتن توميتوز (الإنجليزية)
- جاكي جاكسون على موقع ميوزك برينز (الإنجليزية)
- جاكي جاكسون على موقع إن إن دي بي (الإنجليزية)
- جاكي جاكسون على موقع أول ميوزيك (الإنجليزية)
- جاكي جاكسون على موقع ديسكوغز (الإنجليزية)
- جاكي جاكسون على موقع قاعدة بيانات الفيلم (الإنجليزية)